# Důl Theodor (Svatoslav)
Důl Theodor byl železnorudný důl v katastrálním území Svatoslav v okrese Brno-venkov. Padesát metrů dlouhý ražený úsek odvodňovací štoly je památkově chráněn a v roce 1964 byl zapsán do Ústředního seznamu kulturních památek České republiky.

## Historie
Na katastru obce Svatoslav se nacházelo několik dolů na železnou rudu, v nichž se těžil především limonit z hloubky deseti až jednadvaceti metrů.
Důl se nachází asi 300 m západním směrem od středu obce Svatoslav na levém břehu malého potoka, který je přítokem Bílého potoka. Byl založen Rosickou báňskou společností v roce 1862 a jeho činnost byla ukončena v roce 1871. Z dolu se zachovala odvodňovací štola, která byla ražena asi 65 m na sever a pak 90 m na východoseverovýchod. Ražba probíhala ve fylitech a pak v mramorech s výskytem žilníků z kalcitu a železnatého dolomitu-ankeritu. Před ústím štoly jsou zbytky odvalu, který byl zčásti zarovnán a zčásti odvezen asi na stavbu blízkého vodojemu.
Štola se zřícenou vstupní částí je zahloubena do svahu a je ražena ve skále s valeným profilem bez výdřevy. Štola je zatopena, ústí je zazděno s ocelovými dveřmi (rozměr v ústí 1,5 × 0,6 m).